# Vieuvy
Vieuvy är en kommun i departementet Mayenne i regionen Pays de la Loire i nordvästra Frankrike. Kommunen ligger i kantonen Gorron som tillhör arrondissementet Mayenne. År 2022 hade Vieuvy 110 invånare.

## Befolkningsutveckling
Antalet invånare i kommunen Vieuvy
| Referens: INSEE |